# Крайова
Крайова (на румънски: Craiova) е най-големият град в румънския регион Олтения и административен център на окръг Долж.

## Население
Градът има 269 506 жители (преброяване 2011 г.) , с което е на шесто място по големина в Румъния. Средногодишния прираст на населението е –0,8%. 15,5 % от населението е под 15-годишна възраст, а 3 % са над 75 години.

## Исторически данни
Археологически находки в днешна Крайова показват, че там е имало древни селища на гето-даките, датирани към 400-350 г. пр.н.е.
Румънски историци свързват името на града с царуването на Иван Асен I.
Името на Крайова е отбелязано за първи път писмено на надгробна плоча на Владислав I.
В края на 15 век Крайова е известен търговски център, а още в края на 14 век е назовавана във всички източници град.
Със засилването на властта на местните боляри (банове), Крайова става за сравнително кратък период един от най-важните политически центрове в страната, а владетелите ѝ дори са имали правото да секат собствени монети.
През средновековието Крайова е била важен военно-стратегически център в борбата срещу Отоманската империя.
През 18 век Крайова изживява особено труден период. Крайовското болярство посреща с особена враждебност фанариотската власт над Влашко, назначавана от султана. Затова, след победата над турците през 1718 г., тук със задоволство приемат австрийското управление. Когато обаче през 1726 г. боляринът Георге Кантакузино (Gheorghe Cantacuzino) е свален от власт, болярите от Крайова започват действия срещу хабсбургската администрация. Започва и силно хайдушко движение, на което властта не може да се противопостави и на практика е принудена да изостави Олтения.
През 1735-1770 г. Крайова става столица на анархичен регион, без реална власт. През този период Крайовската власт на бановете вече не е институцията, която в миналото е съперничела на държавната власт в страната. През 1761 г. постоянната резиденция на бановете се мести в Букурещ.
Едва през 1770-1771 г. Крайова отново става столица на Влашко, тъй като за Букурещ воюват Русия и турците.
Икономиката и развитието на Крайова понасят силни щети през 18 век и началото на 19 век, заради съкрушителното земетресение през 1790 г., чумната епидемия през 1795 г., опустошителния пожар през 1796 г. и заради факта, че градът става арена на военни действия при атаките на Пазван-оглу паша от Видин през 1806 г.
Градът се възстановява едва след руско-турската война от 1828-1829 г., когато настъпва период на относително спокойствие за Влашко. През 1848 г. населението на града е около 20 000 души.
В края на 19 век Крайова има вече над 40 000 жители, малки фабрики и работилници за химическа продукция, селскостопански машини, тютюнопроизводство и др.
През 1940 г. в Крайова се състои „Румънско-българска конференция“, на която, на 7 септември 1940 г., се подписва Крайовска спогодба, с която Южна Добруджа се връща на България.
През 60-те години градът става силен промишлен център – развиват се машиностроенето, локомотивостроенето, автомобилостроенето, самолетостроенето, химическата и хранителната промишленост, енергетиката.

## Спорт
Футболният клуб на града Университатя Крайова е един от най-популярните в страната, наред с букурещките грандове.

## Побратимени градове
- Валенсия, Испания
- Враца, България
- Куопио, Финландия
- Нант, Франция
- Шъйен, Китай
- Скопие, Северна Македония

## Известни личности
- Михай Витязул (Михай Смелия) — княз на Влашко (1593 — 1601 г.), на Трансилвания (1599 — 1600 г.), и Княжество Молдова 1600 г.
- Николае Титулеску (рум.: Nicolae Titulescu) (1882-1941 г., дипломат, председател на Лигата на Обединените нации (1930-1931 г.)
- Константин Брънкуш (рум.: Constantin Brâncusi) (1876-1957), румънски архитект;
- Йордан Аксентов, македоно-одрински опълченец, 36-годишен, мутафчия, Нестроева рота на 10 прилепска дружина[3]
- Николае Кокулеску (1866 – 1952), румънски астроном